# Frontiphantes
Frontiphantes é um gênero de aranhas da família Linyphiidae endêmico da Europa e descrito em 1987.